# Łaguszew
Łaguszew – wieś w Polsce położona w województwie łódzkim, w powiecie łowickim, w gminie Kocierzew Południowy.
| SIMC    | Nazwa     | Rodzaj    |
| ------- | --------- | --------- |
| 0729221 | Kolonijka | część wsi |

## Historia
Wieś istnieje co najmniej od XIV wieku. Po raz pierwszy zanotował ją średniowieczny łaciński dokument z 1359 w formie Lagussowo. Kolejny z 1579 zanotował nazwę Laguzow Według dokumentu z 1359 roku wieś była wsią duchowną i należała do uposażenia arcybiskupów gnieźnieńskich wchodząc w skład tzw. klucza łowickiego.
W 1579 roku zanotowana była jako jedna ze wsi płacąca dziesięcinę od 15,5 łanu do zamku w Łowiczu. Wieś położona była w drugiej połowie XVI wieku w powiecie gąbińskim ziemi gostynińskiej województwa rawskiego.
Po rozbiorach Polski miejscowość znalazła się ostatecznie w zaborze rosyjskim. Wymienia ją XIX wieczny Słownik geograficzny Królestwa Polskiego.
W latach 1975–1998 miejscowość administracyjnie należała do województwa skierniewickiego.